# Jatropha phillipseae
Jatropha phillipseae är en törelväxtart som beskrevs av Alfred Barton Rendle. Jatropha phillipseae ingår i släktet Jatropha och familjen törelväxter. Inga underarter finns listade i Catalogue of Life.